# Roccaforte Ligure
Roccaforte Ligure là một đô thị ở tỉnh Alessandria trong vùng Piedmont của Italia, có vị trí cách khoảng 110 km về phía đông nam của Torino và khoảng 40 km về phía đông nam của Alessandria. Tại thời điểm ngày 31 tháng 12 năm 2004, đô thị này có dân số 172 người và diện tích là 20,6 km².
Đô thị Roccaforte Ligure có các frazioni (các đơn vị cấp dưới, chủ yếu là các làng) Avi, Borassi, Camere Vecchie, Campo dei Re, Chiappella, Chiesa di Rocca, và S.Martino.
Roccaforte Ligure giáp các đô thị: Borghetto di Borbera, Cantalupo Ligure, Grondona, Isola del Cantone, Mongiardino Ligure, và Rocchetta Ligure.